# Curaj pentru fiecare zi (film din 1987)
Curaj pentru fiecare zi este un film românesc din 1987 regizat de Nicolae Cabel.